# Nina, Pretty Ballerina
A Nina, Pretty Ballerina című dal a svéd ABBA 1973-ban megjelent kislemeze a Ring Ring című albumról. A dal 7 inches kislemezen is megjelent Ausztriában és Franciaországban a Ring Ring album népszerűsítése céljából. A dal 8. helyen végzett az Osztrák kislemezlistán.
A dal szintén elhangzott Lynn Samuels műsorvezető által a Sirius Rádióban New Yorkban.

## Kislemez megjelenések
A dal több országban megjelent kislemezen, a francia változat B oldalán a He Is Your Brother, a Kenyai változaton a Dance (While The Music Still Goes On) című dal szerepel míg az osztrák kislemez B oldalán az I Am Just A Girl kapott helyet. 1977-ben Kenyában ismét kiadták kislemezen.

## Megjelenések
7"  Kenya Polydor 2001 736
- A  Nina, Pretty Ballerina – 2:50
- B  Dance (While The Music Still Goes On) – 3:05

## Feldolgozások
- A dalt 1977-ben Rowena Cortes énekes is előadta, és megjelentette Sweet Fairy című albumán.[5]
- A német lánycsapat a Pretty Maid Company változata 1977-ben jelent meg.[6]